# الهادي بن إبراهيم الوزير
الهادي بن إبراهيم الوزير (758 هـ ـ 822 هـ / 1357 ـ 1419م) الهادي بن إبراهيم بن علي بن المرتضى الحسني، ابن الوزير: عالم من اليمن ولد في هجرة الظهراوين، من شظب، وأقام بصنعاء، ورحل إلى صعدة ومكة، ومات بذمار، نشأ على المذهب الزيدي.

## من مؤلفاته
- رياض الأبصار في ذكر الأئمة الأقمار – خ
- الطرازين المعلمين في فضائل الحرمين
- هداية الراغبين إلى مذهب العترة الطيبين – خ
- كريمة العناصر في الذب عن سيرة الإمام الناصر – خ في مكتبة الجامع بصنعاء وفي الرياض
- كاشفة الغمة عن حسن سيرة إمام الأئمة صلاح الدين الناصر لدين الله محمد بن علي بن محمد – خ
- نهاية التنويه في إزهاق التمويه – خ
- درة الغواص في نظم خلاصة الرصَّاص – خ